# Kanton Avesnes-sur-Helpe-Nord
Avesnes-sur-Helpe-Nord (Nederlands: Avenne aan de Helpe-Noord) is een voormalig kanton van het Franse Noorderdepartement. Het kanton maakte deel uit van het arrondissement Avesnes-sur-Helpe.

## Gemeenten
Het kanton Avesnes-sur-Helpe-Nord omvatte de volgende gemeenten:
- Avesnes-sur-Helpe (deels, hoofdplaats)
- Bas-Lieu
- Beugnies
- Dompierre-sur-Helpe
- Dourlers
- Felleries
- Flaumont-Waudrechies
- Floursies
- Ramousies
- Saint-Aubin
- Saint-Hilaire-sur-Helpe
- Sémeries
- Semousies
- Taisnières-en-Thiérache